# Боруджерди, Сейид Хоссейн
Великий аятолла Сейид Хоссейн Али Табатабаи Боруджери (перс. سید حسین طباطبایی بروجردی‎; 23 марта 1875, Боруджерд — 30 марта 1961, Кум) — крупный шиитский религиозный деятель, богослов, великий аятолла, автор многих религиозных трудов. Носил титул Марджа ат-таклид примерно с 1947 года до своей смерти в 1961 году.

## Биография

### Ранние годы
Хоссейн родился 23 марта 1875 года в городе Боруджерд в провинции Лурестан. Родословная его семьи брала свое начало от Хасана ибн Али (внука Пророка Мухаммеда). Его отец Сейид Али Табатабаи был религиозным ученым в Боруджерде, а его мать, Сейида Ага Бейгум была дочерью Сейида Мохаммеда Али Табатабаи.
Пошёл в школу в семь лет и рано проявил способности к учёбе. Затем получил теологическое образование и учился у выдающихся религиозных учёных своего времени. Наработав авторитет, сам стал учить других и изучать исламское право. Внёс вклад в хадисоведение. Занимался религиозной и обычной благотворительностью от открытия новых шиитских школ и организации обучения студентов-теологов в других городах и странах до обеспечения родного города электричеством, а бедных во время Второй мировой войны — продовольствием. Предпринимал усилия в области исламского единства, создав в Каире дом сближения суннитов и шиитов. Стал первым Марджа ат-таклид, чья активность распространилась за пределы Ирана и Ирака — Боруджерди отправил нескольких эмиссаров в Европу (Гамбург), Медину и Карачи. Был знаком с шахом Ирана, который объявил трёхдневный траур после его смерти. Отличался сдержанностью в поведении, по актуальным политическим вопросам обычно публично не высказывался, при этом известно о его негативном отношении к земельной реформе Пехлеви.

### Марджа ат-таклид
В 1945 году Боруджерди возродил шиитскую академию хауза Кума, которая ослабла после смерти в 1937 году ее основателя Великого аятоллы Абдул-Карима Хаери Язди. Когда в 1946 году умер Великий аятолла Сейид Абул-Хасан аль-Исфахани, большинство шиитов признали аятуллу Хоссейна Боруджерди в роли Марджа ат-таклид. По словам историка Роя Моттахеда, аятолла Боруджерди был единственным марджой «в шиитском мире» с 1946 года до своей смерти в 1961 году.

### Отношения с шахом
В отличие от многих духовных лиц и светских правителей, аятолла Боруджерди и шах Мохаммед Реза Пехлеви, как говорят, имели теплые и взаимовыгодные отношения, начиная с посещения шахом Боруджерди во время его пребывания в больнице в 1944 году. Аятолла Боруджерди, в целом держался в стороне от политики и «молчаливо поддерживал» шаха, в то время как шах в своей политике не следовал резкому антиклерикализму своего отца Реза Пехлеви (например, он освободил духовенство от военной службы), и до смерти Боруджерди время от времени посещал священнослужителя.
Боруджерди хранил «публичное молчание» по таким государственным вопросам, как отношение Израиля к палестинцам, свержение в результате военного переворота правительства Мохаммед Мосаддыка и окончание его кампании по национализации и контролю над принадлежащей британцам нефтяной промышленностью в Иране, и альянс Багдадского пакта с США и Великобританией. Считается, что в качестве награды за эту поддержку шах обеспечил больше религиозного обучения в государственных школах, ужесточил контроль над кинотеатрами и другими светскими развлечениями во время Мухаррама.

## Семья
Был женат трижды. Все дети от первой жены, кроме одной дочери, умерли в детстве. Последняя дочь от неё скончалась уже состоя в браке по причине сложных родов. Также имел детей от второй жены. Третья жена была его двоюродной сестрой.

## Книги

### На арабском языке
1. Tartib Rijal asanid man la yahduruh al-faqih
2. Tartib asanid amali al-saduq
3. Tartib asanid al-Khisal
4. Tartib asanid 'ilal al-sharayi'
5. Tartib asanid tahdhib al-ahkam
6. Tartib rijal asanid al-tahdhib
7. Tartib asanid thawab al-a'mal wa 'iqab al-a'mal
8. Tartib asanid 'idah kutub
9. Tartib rijal al-Tusi
10. Tartib asanid Rijal al-Kashshi
11. Tartib asanid rijal al-najjashi
12. Tartib rijal al-fihristayan
13. Buyut al-shi'a
14. Hashiyah 'ala rijal al-najjashi
15. Hashiyah 'ala 'umdat al-talib fi ansab al abi talib
16. Hashiyah 'ala manhaj al-maqal
17. Hashiyah 'ala wasa'il al-shi'a
18. Al-mahdi (a) fi kutub ahl al-sunnah
19. Al-athar al-manzumah
20. Hashiyah 'ala majma' al-masa'l
21. Majma' al-furu'
22. Hashiyah 'ala tabsirah al-muta'allimin
23. Anis al-muqalladin

### На персидском языке
1. Tudih al-manasik
2. Tudih al-masa'l
3. Manasik haj

## Ученики
Аятолла Хомейни был учеником Боруджерди и последний запретил ему заниматься политикой. Этот запрет утратил силу только со смертью учителя. Также Боруджерди имел других учеников, в будущем достигших выдающихся успехов на поприще исламской учёности.